# Niphetogryllacris grylloides
Niphetogryllacris grylloides är en insektsart som först beskrevs av Heinrich Hugo Karny 1935.  Niphetogryllacris grylloides ingår i släktet Niphetogryllacris och familjen Gryllacrididae. Inga underarter finns listade i Catalogue of Life.